# Dominica Sánchez Miralles
Dominica Sánchez Miralles (Barcelona, 1945) és una artista visual catalana que treballa principalment amb escultura i pintura.

## Biografia
Natural de Barcelona, Dominica Sánchez es formà a l'Escola d'Arts i Oficis de Barcelona, i també estudià gravat al Centre Internacional de Recerca Gràfica de Calella. En l'actualitat viu i treballa a Barcelona, si bé té una major repercussió mediàtica a França, ja que ha exposat un nombre més gran d'ocasions a París que no pas a la ciutat comtal.

## Obra
Sánchez parteix del dibuix i és a partir del treball amb aquest que ha fet el salt cap a l'escultura. Destaca en la seva obra gràfica abstracta, amb monocroms de grans dimensions, amb tonalitats negres opaques fetes amb carbó. També hi veiem geometries singulars que ella explora i les fa seves: cercles, triangles, línies que s'entrecreuen o referències al món musical: pentagrames inventats, notes distorsionades o de grans dimensions.

### Estil
La seva obra s'inscriu en el cubisme ortodox de principis de segle XX de Pablo Picasso, Georges Braque o Juan Gris. Les seves escultures en ferro han estat vinculades a l'obra de Juli González, amb els volums i buits d'Oteiza, així com l'efectisme dels gravats de Chillida. Si bé en l'obra de Dominica Sánchez ha desaparegut totalment la figuració, Casamartina afirma que la seva obra guarda concomitàncies amb artistes vinculats al postcubisme com ara Ben Nicholson. Dominica Sánchez pinta autoretrats abstractes que envolta amb bombolles, com si fossin dibuixos amb aura pròpia, de l'espai físic i metafísic. També compta amb sèries d'objectes fets de llautó policromats, de formes i funcions difícils d'endevinar que es vinculen al seu germà.
Sánchez ens explica de la seva obra que la seva gestualitat és resultat de la que fa en tasques domèstiques del seu quotidià. La seva pràctica artística es caracteritza amb un dibuix de gest rítmic, intuïtiu.

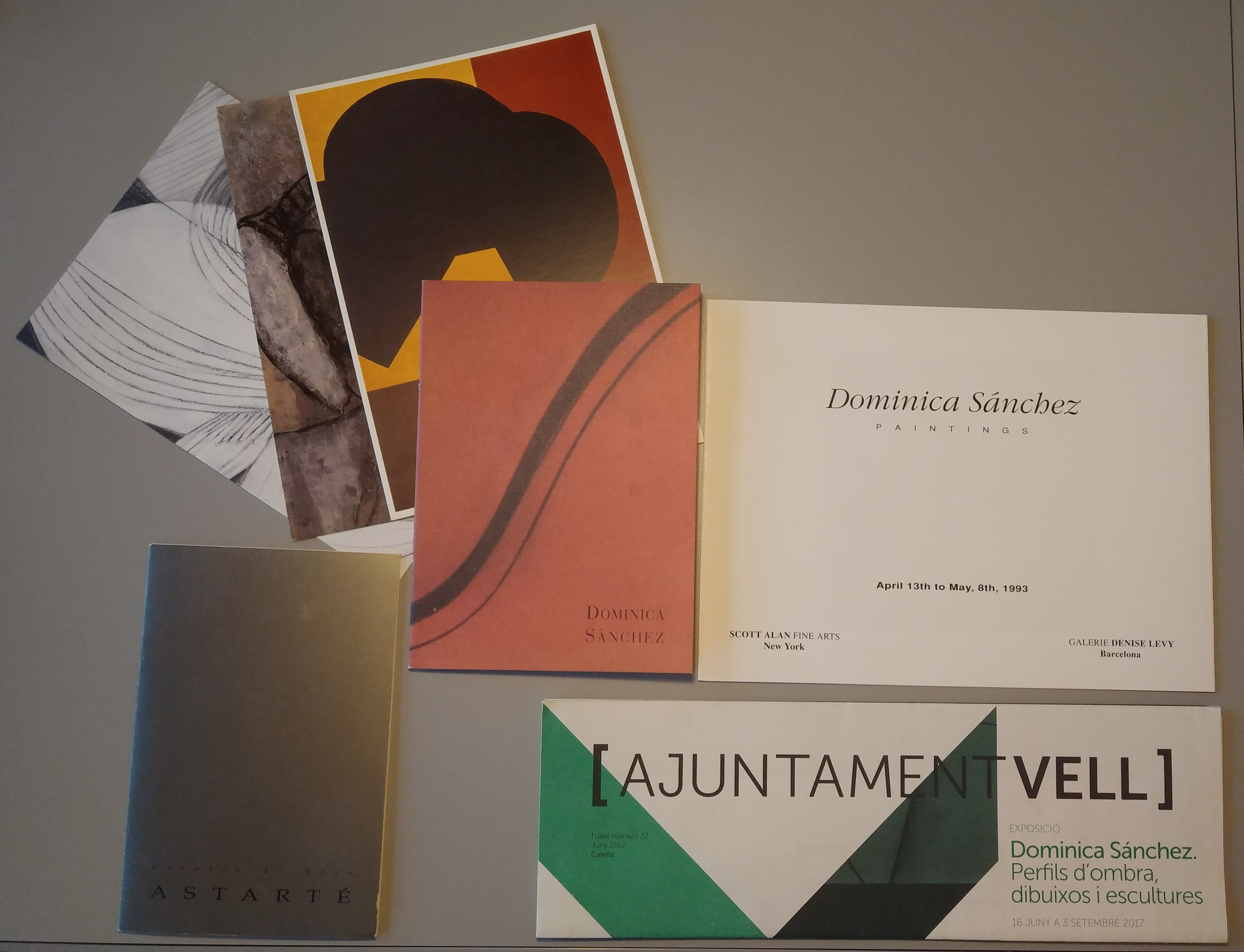
Tríptics d'exposicions de l'artista catalana Dominica Sánchez

### Materials
Treballa amb pocs elements, però de forma recurrent. La seva obra fuig de qualsevol amabilitat convencional, indagant sobre l'asprositat. Els materials més recurrents en les seves escultures són el cartró i el ferro que ella doblega, el bronze que vincula al seu món quotidià íntim, en aquest cas, fent referència al món tèxtil.

### La crítica
Segon el crític Joan Puigdefàbrega, Sánchez té una estètica austera i rigorosa, vinculada molt probablement en la dificultat col·lectiva de la postguerra i la repressió viscuda durant la seva infantesa. La crítica Maria Lluïsa Borràs situa la seva obra en la línia de la pintura espiritual catalana, destacant-ne la seva introspecció i espiritualitat, així com el caràcter evocatiu.
obres de geometries

### Exposicions
Sánchez compta amb una dilatada trajectòria; ha participat en nombroses exposicions individuals i col·lectives des de mitjan de la dècada de 1990 a galeries la galeria Maeght (Barcelona), la galeria Astarté de Madrid i també a França, Suïssa, Nova York, Casablanca, Stuttgart, Colònia, entre d'altres.